# Cacosis grandis
Cacosis grandis är en tvåvingeart som beskrevs av Ignaz Rudolph Schiner 1868. Cacosis grandis ingår i släktet Cacosis och familjen vapenflugor. Inga underarter finns listade i Catalogue of Life.